# اوزی نلسون
اوزی نلسون (انگلیسی: Ozzie Nelson; ۲۰ مارس ۱۹۰۶ – ۳ ژوئن ۱۹۷۵) هنرپیشه، تهیه‌کننده فیلم، کارگردان فیلم اهل ایالات متحده آمریکا بود.